# Fons Hellebrekers
Alphonsus Phillipus Josephus (Fons) Hellebrekers (Rotterdam, 22 november 1901 - Den Haag, 14 februari 1994) was een Nederlands fotograaf die was gespecialiseerd in reclamefoto's en portretten.

## Levensloop
Hellebrekers werd in Rotterdam geboren als zoon van de Rotterdamse drankenfabrikant Henricus Wilhelmus Dominicus Hellebrekers en Joanna Maria Stevens. Na twee jaar seminarie werkte hij in de distilleerderij van zijn vader aan het Haagsche Veer en in de tapijtfabriek van een oom. In 1925 richtte hij samen met Vital Haesaert, een voormalig lid van de Sublieme Deserteurs en in België daarvoor bij verstek ter dood veroordeeld, de N.V. Kunstzalen De Sirkel op. De Sirkel was gevestigd aan de Laan van Meerdervoort (53D) in Den Haag, en stelde werk tentoon van vooraanstaande kunstenaars als Jan Toorop, Otto van Rees, Jozef Cantré, Pablo Picasso en Henri Matisse. De Sirkel diende op zaterdagavonden soms ook als feestruimte voor een groep jonge Haagse kunstenaars. Toen De Sirkel in 1928 wegens financiële problemen moest sluiten, vertrok Hellebrekers naar Frankrijk. Samen met zijn vriend A. den Doolaard verdiende Hellebrekers daar enige tijd de kost als rozenenter, dorser en druivenplukker, belevenissen die Den Doolaard gebruikte als inspiratie voor zijn bekende roman De druivenplukkers.
Hellebrekers, die in 1928 een Leica-camera had aangeschaft, vestigde zich in 1930 als zelfstandig fotograaf in Den Haag,  eerst in de Kanonstraat en later aan het Noordeinde. Enige jaren later trouwde hij met weefster Betty Boet en kwam via haar in contact met architecten en interieurontwerpers, voor wie hij werk in opdracht maakte. Bekendheid verwierf Hellebrekers in 1934 door zijn foto's voor het boek Het heerlijk ambacht van Uitgeverij Callenbach in Nijkerk. Naast reclamefoto's heeft Hellebrekers zijn leven lang portretten van kunstenaars en schrijvers gemaakt, waaronder Jan Campert, Ben van Eysselsteijn, Sierk Schröder, Clara Eggink, Darja Collin en A. den Doolaard.

## Archief
Een deel van het foto-archief van Hellebrekers bevindt zich in het Nederlands Fotomuseum te Rotterdam.

## Werk in openbare collecties (selectie)
- Rijksmuseum Amsterdam
- Nederlands Fotomuseum Rotterdam